# 五橋駅

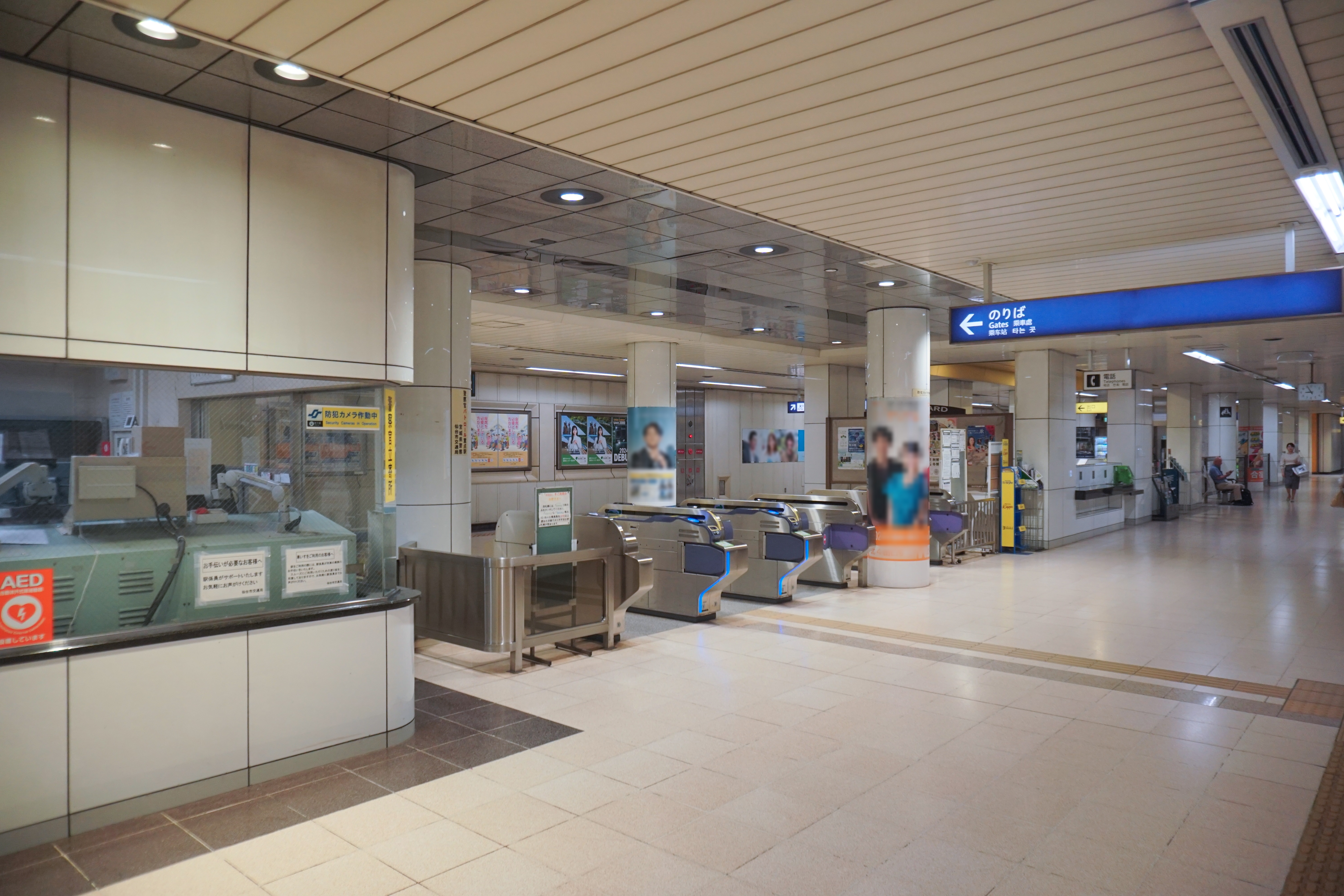
五橋駅構内（2024年9月）

五橋駅（いつつばしえき）は、宮城県仙台市青葉区五橋二丁目にある、仙台市地下鉄南北線の駅である。駅番号はN11。副駅名は「東北学院大学前」（令和7年3月31日まで）。本項では、かつて存在した仙台市電の五ツ橋停留場（同名）についても記載する。

## 歴史
- 1926年（大正15年）11月25日 - 仙台市電長町線一部開通（中央三丁目停留場 - 荒町日赤病院前停留場）により、五ツ橋停留場開業。
- 1976年（昭和51年）4月1日 - 仙台市電全線廃線により、五ツ橋停留場廃止。
- 1987年（昭和62年）7月15日 - 仙台市地下鉄南北線開通により、五橋駅開業[1]。
- 2009年（平成21年）11月28日 - 可動式ホーム柵の運用開始。
- 2014年（平成26年）
  - 11月1日 - 仙台市立病院の移転に伴い、「市立病院方面出口」の名称を「荒町方面口」へ改称。副名称(市立病院前)を当駅から長町一丁目駅に移す。
  - 12月6日 - IC乗車券・icsca導入[2]。
- 2020年（令和2年）4月1日 - 副駅名広告「東北学院大学前」を使用開始。
- 2022年（令和4年）7月11日 - 駐輪場が完成（南北線全駅の駐輪場整備が完了）[3]。

## 駅構造

### 仙台市地下鉄
島式ホーム1面2線を有する地下駅で、コンコースが地下1階、ホームは地下2階に位置する。仙台駅方面に、渡り線が設置されている。愛宕上杉通道路下にあり、出入口は北1〜4と東北学院大学五橋キャンパス敷地内（荒町方面口）、三叉で交差する東二番丁通（国道286号）に南1の、計6か所設置されている。
のりば
| 1 | ■ 南北線00 |  | 富沢方面                     |  |
| 2 | ■ 南北線00 |  | 仙台・勾当台公園・泉中央方面 |  |

### 仙台市電
相対式ホーム2面2線の地上駅で、駅舎はなく、東二番丁通との併用軌道上にあった。

## 利用状況
| 乗車人員推移 | 乗車人員推移     |
| 年度         | 一日平均乗車人員 |
| ------------ | ---------------- |
| 2002         | 5,454            |
| 2003         | 5,457            |
| 2004         | 5,288            |
| 2005         | 5,424            |
| 2006         | 5,426            |
| 2007         | 5,428            |
| 2008         | 5,439            |
| 2009         | 5,380            |
| 2010         | 5,654            |
| 2011         | 5,647            |
| 2012         | 6,144            |
| 2013         | 6,360            |
| 2014         | 6,209            |
| 2015         | 5,857            |
| 2016         | 5,726            |
| 2017         | 5,851            |
| 2018         | 5,874            |
| 2019         | 5,816            |
| 2020         | 4,701            |
| 2021         | 5,039            |
| 2022         | 5,498            |
| 2023         | 7,042            |

- 2023年度（令和5年度）
  - 1日平均乗車人数：7,042人[4]

2022年10月より東北学院大学五橋キャンパスが旧仙台市立病院跡地に開設されたことにより、利用者数が大幅に増加している。
一日平均乗車人員（単位：人/日）

## 駅周辺
- アイリスオーヤマ・アイリスチトセ本社
- アパホテル〈仙台駅五橋〉
- 仙台中央警察署
- 仙台中央郵便局
- 仙台五橋郵便局
- 仙台市福祉プラザ
- 東北学院大学五橋キャンパス・土樋キャンパス
- 仙台市立五橋中学校
- 仙台市立荒町小学校
- 宮城県仙台二華中学校・高等学校
- JR仙台病院
- 河北新報社
- 星空コンサート会場（毘沙門さん）
- SS30
- 仙台トラストシティ
- 仙台青葉学院短期大学五橋キャンパス
- カメイ美術館
- 西友五橋店
- コープ新寺店

## 隣の駅
仙台市地下鉄
■南北線
仙台駅 (N10) - 五橋駅 (N11) - 愛宕橋駅 (N12)
仙台市電（廃線）
長町線
鉄道管理局前停留場 - 五ツ橋停留場 - 荒町日赤病院前停留場